# Малое Видное
Ма́лое Ви́дное — деревня в Ленинском городском округе Московской области России.

## Расположение
Деревня Малое Видное находится примерно в 4 км к северо-востоку от центра города Видное. Восточнее деревни проходит Каширское шоссе. Ближайший населённый пункт — деревня Апаринки.

## История
До 2006 года деревня входила в Картинский сельский округ Ленинского района, а с 2006 до 2019 года в рамках организации местного самоуправления включалась в муниципальное образование — сельское поселение Совхоз им. Ленина Ленинского муниципального района.
С 2019 года входит в Ленинский городской округ.

## Население
| 2002 | 2006 | 2010 |
| ---- | ---- | ---- |
| 6    | ↘4   | ↗83  |

Согласно Всероссийской переписи, в 2002 году в деревне проживало 6 человек (4 мужчин и 2 женщин). По данным на 2005 год в деревне проживало 4 человека.